# Репер (артиллерия)
Репе́р — действительная или условная точка на местности, используемая для пристрелки артиллерийских орудий. Данные репера используют для переноса огня на реальные цели без их предварительной пристрелки. Выделяют два типа реперов: действительный и фиктивный.

## Назначение реперов
На траекторию полёта снаряда влияет ряд метеорологических факторов: направление и сила ветра на разных высотах, влажность воздуха, атмосферное давление, температура и т. д. Всё это вызывает отклонение точки падения снаряда от рассчитанной в таблицах стрельбы при идеальных условиях. Таким образом для надёжного поражения цели надо учитывать все эти условия. Необходимая точность часто достигается с помощью данных метеобюллетеней, однако для этих же целей можно использовать и пристрелку или создание реперов. Также данные реперов используют для внезапного поражения реальных целей без предварительной пристрелки.

## Действительный и фиктивный реперы
Существуют два основных вида реперов: действительный и фиктивный.
В качестве действительного репера может выступать какой-либо хорошо наблюдаемый объект на местности. После определения его координат относительно огневой позиции вычисляют установки для стрельбы и производят одиночный выстрел. На наблюдательном пункте измеряют отклонение разрыва снаряда от цели по дальности и направлению. На основе этих данных вычисляют поправки и продолжают пристрелку с учётом этих данных. Пристрелка считается законченной, если разрывы лежат на линии прицеливания (огневая позиция — цель), а по дальности обеспечена вилка (перелёт и недолёт) при шаге прицела в 100 метров или накрывающая группа разрывов (наблюдение недолётов и перелётов на одном и том же прицеле). На основе полученных данных производится вычисление необходимых поправок относительно табличных значений. Таким образом появляется возможность учесть влияние всех метеорологических факторов на траекторию полёта снаряда и производить последующее поражение целей без предварительной их пристрелки.
Все эти задачи можно решить и без пристрелки по какому-либо реальному ориентиру. В таком случае создают фиктивный репер. Для этого в районе целей выбирают открытую местность, обеспечивающую надёжное наблюдение разрывов снарядов. На этой местности намечают произвольную точку, которую наносят на карту или прибор управления артиллерийским огнём (так называемая «точка накола»). Затем определяют установки для стрельбы по этой точке и производят одиночный выстрел. Если на наблюдательном пункте наблюдают разрыв, то на тех же установках производят серию выстрелов (не менее четырёх). В результате засечки каждого из разрывов вычисляется центр группы разрывов (ЦГР) и его координаты. Сравнивая отклонение этого ЦГР от топографических данных точки накола получают значения поправок по дальности и направлению.

## Ограничения в использовании реперов
Так как метеоусловия постоянно изменяются, то данные реперов быстро устаревают, а на других направлениях стрельбы не могут быть корректно учтены (боковой ветер может стать, например, попутным и т. п.). Поэтому использовать исчисленные поправки репера для переноса огня на реальные цели можно в достаточно узких рамках как топографических, так и временных.
По времени срок годности репера — 3 часа. По направлению ±3 больших деления угломера (300 тысячных). По дальности ±2 километра при настильной или навесной стрельбе и ±1 километр при мортирной.
Таким образом, один репер может обеспечивать перенос огня на цель в пределах 1—2 километров по глубине и до 2 километров по фронту.